# Minle
Der Kreis Minle (chinesisch 民乐县, Pinyin Mínlè Xiàn) ist ein Kreis der bezirksfreien Stadt Zhangye im Nordwesten der chinesischen Provinz Gansu. Er hat eine Fläche von 2.916 km² und zählt 225.900 Einwohner (Stand: Ende 2018). Sein Hauptort ist die Großgemeinde Hongshui (洪水镇).
Die Pagode des Yuantong-Tempels (Yuantong sita 圆通寺塔) und die Stätte von Baguaying (Baguaying chengzhi 八卦营城址) aus der Zeit der Han- bis Jin-Zeit stehen auf der Liste der Denkmäler der Volksrepublik China.